# Saint-Mandrier-sur-Mer
Saint-Mandrier-sur-Mer – miejscowość i gmina we Francji, w regionie Prowansja-Alpy-Lazurowe Wybrzeże, w departamencie Var.
Według danych na rok 1990 gminę zamieszkiwało 5175 osób, a gęstość zaludnienia wynosiła 1011 osób/km² (wśród 963 gmin regionu Prowansja-Alpy-W. Lazurowe Saint-Mandrier-sur-Mer plasuje się na 129. miejscu pod względem liczby ludności, natomiast pod względem powierzchni na miejscu 797.).